# Tỉnh (Việt Nam)
Tỉnh là đơn vị hành chính nông thôn cấp cao nhất ở Việt Nam. Theo phân cấp hành chính Việt Nam hiện nay, tỉnh và thành phố trực thuộc trung ương được gọi chung là đơn vị hành chính cấp tỉnh, là cấp hành chính cao nhất.
Dưới tỉnh có các đơn vị hành chính cấp xã trực thuộc bao gồm xã, phường, và đặc khu.
Việc thành lập, giải thể, nhập, chia, điều chỉnh địa giới hành chính tỉnh, thành phố trực thuộc trung ương do Quốc hội quyết định. Tính đến ngày 12 tháng 6 năm 2025, Việt Nam có 34 đơn vị hành chính cấp tỉnh, trong đó có 28 tỉnh.

## Quy định trong luật pháp

Phân cấp hành chính Việt Nam theo Hiến pháp 2013 và Luật Tổ chức chính quyền địa phương 2015 (sửa đổi 2019)

### Cấp hành chính
- Trong Hiến pháp 2013, Chương IX: Chính quyền địa phương[5], Khoản 1 Điều 110 có viết:

1. Các đơn vị hành chính của nước Cộng hòa xã hội chủ nghĩa Việt Nam được phân định như sau:
Nước chia thành tỉnh, thành phố trực thuộc trung ương;
Tỉnh chia thành huyện, thị xã và thành phố thuộc tỉnh; thành phố trực thuộc trung ương chia thành quận, huyện, thị xã và đơn vị hành chính tương đương;
Huyện chia thành xã, thị trấn; thị xã và thành phố thuộc tỉnh chia thành phường và xã; quận chia thành phường.
Đơn vị hành chính - kinh tế đặc biệt do Quốc hội thành lập.

- Trong Luật Tổ chức chính quyền địa phương 2015[2] (sửa đổi, bổ sung 2019[6]), quy định tại Điều 2: Đơn vị hành chính, Chương I: Những quy định chung:

Các đơn vị hành chính của nước Cộng hòa xã hội chủ nghĩa Việt Nam gồm có:
1. Tỉnh, thành phố trực thuộc trung ương (sau đây gọi chung là cấp tỉnh);
2. Huyện, quận, thị xã, thành phố thuộc tỉnh, thành phố thuộc thành phố trực thuộc trung ương (sau đây gọi chung là cấp huyện);
3. Xã, phường, thị trấn (sau đây gọi chung là cấp xã);
4. Đơn vị hành chính - kinh tế đặc biệt.

Như vậy, tỉnh nằm ở cấp hành chính thứ nhất trong 3 cấp hành chính (cấp tỉnh, cấp huyện, cấp xã) của Việt Nam.

### Tiêu chuẩn của đơn vị hành chính
Theo Nghị quyết số 27/2022/UBTVQH15 sửa đổi, bổ sung một số điều của Nghị quyết số 1211/2016/UBTVQH13 ngày 25 tháng 5 năm 2016 của Ủy ban Thường vụ Quốc hội về tiêu chuẩn của đơn vị hành chính và phân loại đơn vị hành chính, tại Điều 1, Mục 1: Tiêu chuẩn của đơn vị hành chính nông thôn, Chương I: Tiêu chuẩn của đơn vị hành chính thì một tỉnh cần phải đáp ứng các tiêu chuẩn như sau:

Điều 1. Tiêu chuẩn của tỉnh
1. Quy mô dân số:
a) Tỉnh miền núi, vùng cao từ 900.000 người trở lên;
b) Tỉnh không thuộc điểm a khoản này từ 1.400.000 người trở lên.
2. Diện tích tự nhiên:
a) Tỉnh miền núi, vùng cao từ 8.000 km² trở lên;
b) Tỉnh không thuộc điểm a khoản này từ 5.000 km² trở lên.
3. Số đơn vị hành chính cấp huyện trực thuộc có từ 09 đơn vị trở lên, trong đó có ít nhất 01 thành phố hoặc 01 thị xã.

## Danh sách tỉnh tại Việt Nam
Tính đến ngày 12 tháng 6 năm 2025, Việt Nam có 28 tỉnh và 6 thành phố trực thuộc trung ương. Dưới đây là bảng liệt kê gồm 28 tỉnh:
| STT | Tên tỉnh    | Diện tích (km²) | Dân số (người) | Mật độ (người/km²) | Hành chính | Hành chính | Hành chính | Trung tâm chính trị - hành chính |
| STT | Tên tỉnh    | Diện tích (km²) | Dân số (người) | Mật độ (người/km²) | Phường     | Xã         | Đặc khu    | Trung tâm chính trị - hành chính |
| --- | ----------- | --------------- | -------------- | ------------------ | ---------- | ---------- | ---------- | -------------------------------- |
| 1   | An Giang    | 9.888,91        | 4.952.238      | 500                | 14         | 85         | 3          | Rạch Giá                         |
| 2   | Bắc Ninh    | 3.194,72        | 3.619.433      | 1.132              | 33         | 66         | 0          | Bắc Giang                        |
| 3   | Cà Mau      | 7.942,39        | 2.606.672      | 328                | 9          | 55         | 0          | Tân Thành                        |
| 4   | Cao Bằng    | 6.700,39        | 573.119        | 85                 | 3          | 53         | 0          | Thục Phán                        |
| 5   | Đắk Lắk     | 18.096,40       | 3.346.853      | 184                | 14         | 88         | 0          | Buôn Ma Thuột                    |
| 6   | Điện Biên   | 9.539,93        | 673.091        | 70                 | 3          | 42         | 0          | Điện Biên Phủ                    |
| 7   | Đồng Nai    | 12.737,18       | 4.491.408      | 352                | 23         | 72         | 0          | Trấn Biên                        |
| 8   | Đồng Tháp   | 5.938,64        | 4.370.046      | 735                | 20         | 82         | 0          | Mỹ Tho                           |
| 9   | Gia Lai     | 21.576,93       | 3.583.693      | 166                | 25         | 110        | 0          | Quy Nhơn                         |
| 10  | Hà Tĩnh     | 5.994,45        | 1.622.901      | 270                | 9          | 60         | 0          | Thành Sen                        |
| 11  | Hưng Yên    | 2.514,81        | 3.567.943      | 1.418              | 11         | 93         | 0          | Phố Hiến                         |
| 12  | Khánh Hòa   | 8.555,86        | 2.243.554      | 262                | 16         | 48         | 1          | Nha Trang                        |
| 13  | Lai Châu    | 9.068,73        | 512.601        | 56                 | 2          | 36         | 0          | Tân Phong                        |
| 14  | Lạng Sơn    | 8.310,18        | 881.384        | 106                | 4          | 61         | 0          | Lương Văn Tri                    |
| 15  | Lào Cai     | 13.256,92       | 1.778.785      | 134                | 10         | 89         | 0          | Yên Bái                          |
| 16  | Lâm Đồng    | 24.233,07       | 3.872.999      | 159                | 20         | 103        | 1          | Xuân Hương – Đà Lạt              |
| 17  | Nghệ An     | 16.486,50       | 3.831.694      | 232                | 11         | 119        | 0          | Trường Vinh                      |
| 18  | Ninh Bình   | 3.942,62        | 4.412.264      | 1.119              | 32         | 97         | 0          | Hoa Lư                           |
| 19  | Phú Thọ     | 9.361,38        | 4.022.638      | 429                | 15         | 133        | 0          | Việt Trì                         |
| 20  | Quảng Ngãi  | 14.832,55       | 2.161.755      | 145                | 9          | 86         | 1          | Cẩm Thành                        |
| 21  | Quảng Ninh  | 6.207,95        | 1.497.447      | 241                | 30         | 22         | 2          | Hạ Long                          |
| 22  | Quảng Trị   | 12.700,00       | 1.870.845      | 147                | 8          | 69         | 1          | Đồng Hới                         |
| 23  | Sơn La      | 14.108,89       | 1.404.587      | 99                 | 8          | 67         | 0          | Chiềng Cơi                       |
| 24  | Tây Ninh    | 8.536,44        | 3.254.170      | 381                | 14         | 82         | 0          | Long An                          |
| 25  | Thái Nguyên | 8.375,21        | 1.799.489      | 214                | 15         | 76         | 0          | Phan Đình Phùng                  |
| 26  | Thanh Hóa   | 11.114,71       | 4.324.783      | 389                | 19         | 147        | 0          | Hạc Thành                        |
| 27  | Tuyên Quang | 13.795,50       | 1.865.270      | 135                | 7          | 117        | 0          | Minh Xuân                        |
| 28  | Vĩnh Long   | 6.296,20        | 4.257.581      | 676                | 19         | 105        | 0          | Long Châu                        |

## Thống kê
Tính đến ngày 12 tháng 6 năm 2025, Việt Nam có 28 tỉnh và 6 thành phố trực thuộc trung ương.
- Tỉnh có diện tích lớn nhất là tỉnh Lâm Đồng với 24.233,07 km².
- Tỉnh có diện tích nhỏ nhất là tỉnh Hưng Yên với 2.514,81 km².
- Tỉnh đông dân nhất là tỉnh An Giang với 4.952.238 người.
- Tỉnh ít dân nhất là tỉnh Lai Châu với 512.601 người.
- Tỉnh có nhiều đơn vị hành chính cấp xã nhất là tỉnh Thanh Hóa với 166 đơn vị hành chính.
- Tỉnh có ít đơn vị hành chính cấp xã nhất là tỉnh Lai Châu với 38 đơn vị hành chính.

## Lịch sử
Khái niệm "tỉnh" lần đầu tiên được dùng để chỉ loại đơn vị hành chính địa phương cấp cao nhất ở Việt Nam là vào năm 1831, trong cuộc cải cách hành chính của vua Minh Mạng nhà Nguyễn. Trước đó, hành chính Đàng Trong và Đàng Ngoài nhà Lê trung hưng, hành chính nhà Tây Sơn, và hành chính thời đầu nhà Nguyễn (thời vua Gia Long, Minh Mạng), thì khái niệm tương đương và là tiền thân của "Tỉnh" được gọi là trấn. Thời kỳ đầu nhà Nguyễn, trên cấp trấn còn có cấp tổng trấn, với 2 tổng trấn ở hai đầu đất nước là Bắc Thành và Gia Định Thành (quản lý hành chính được phân quyền bớt cho các tổng trấn ở xa triều đình trung ương), tuy nhiên các tỉnh ở miền trung thì thuộc trực tiếp triều đình Huế quản lý. Từ năm 1831 trở đi, giống như nhà Thanh Trung Quốc, nhà Nguyễn đặt ra tỉnh thay cho trấn (với 30 tỉnh trên cả nước vào thời kỳ nhà Nguyễn độc lập, kể cả kinh đô Huế), nhưng vẫn ghép từ 2 đến 3 tỉnh lại đặt dưới sự quản hạt của một viên quan Tổng đốc. Ban đầu, 17 tỉnh đầu tiên được lập ở Bắc Thành cũ vào tháng 10 (âm lịch) năm 1831 gồm: Hưng Hóa, Sơn Tây, Hà Tuyên, Bắc Thái, Bắc Ninh, Cao Lạng, Hải Dương, Quảng Yên, Nam Định, Hưng Yên, Hà Nội, Ninh Bình, Thanh Hóa, Nghệ An, Hà Tĩnh, Quảng Bình, Quảng Trị. Một năm sau, 12 tỉnh còn lại được lập ở Gia Định Thành cũ vào tháng 10 (âm lịch) năm 1832 gồm: Quảng Nam, Quảng Ngãi, Phú Yên, Bình Định, Bình Thuận, Khánh Hòa, Gia Định, Biên Hòa, Vĩnh Long, Định Tường, An Giang, Hà Tiên. Ngoài ra còn có phủ Thừa Thiên đặt Kinh đô, được xem là tương đương hàng tỉnh. Nhiều tỉnh Việt Nam ngày nay còn giữ nguyên tên gọi và ngày thành lập từ lần lập tỉnh đầu tiên các năm 1831–1832 trong cuộc cải cách hành chính thời Nguyễn triều Minh Mạng. Một vài tỉnh trong số đó còn hầu như ít thay đổi địa giới so với thời đó, như tỉnh Thanh Hóa.